# Krzeszówka (rzeka)

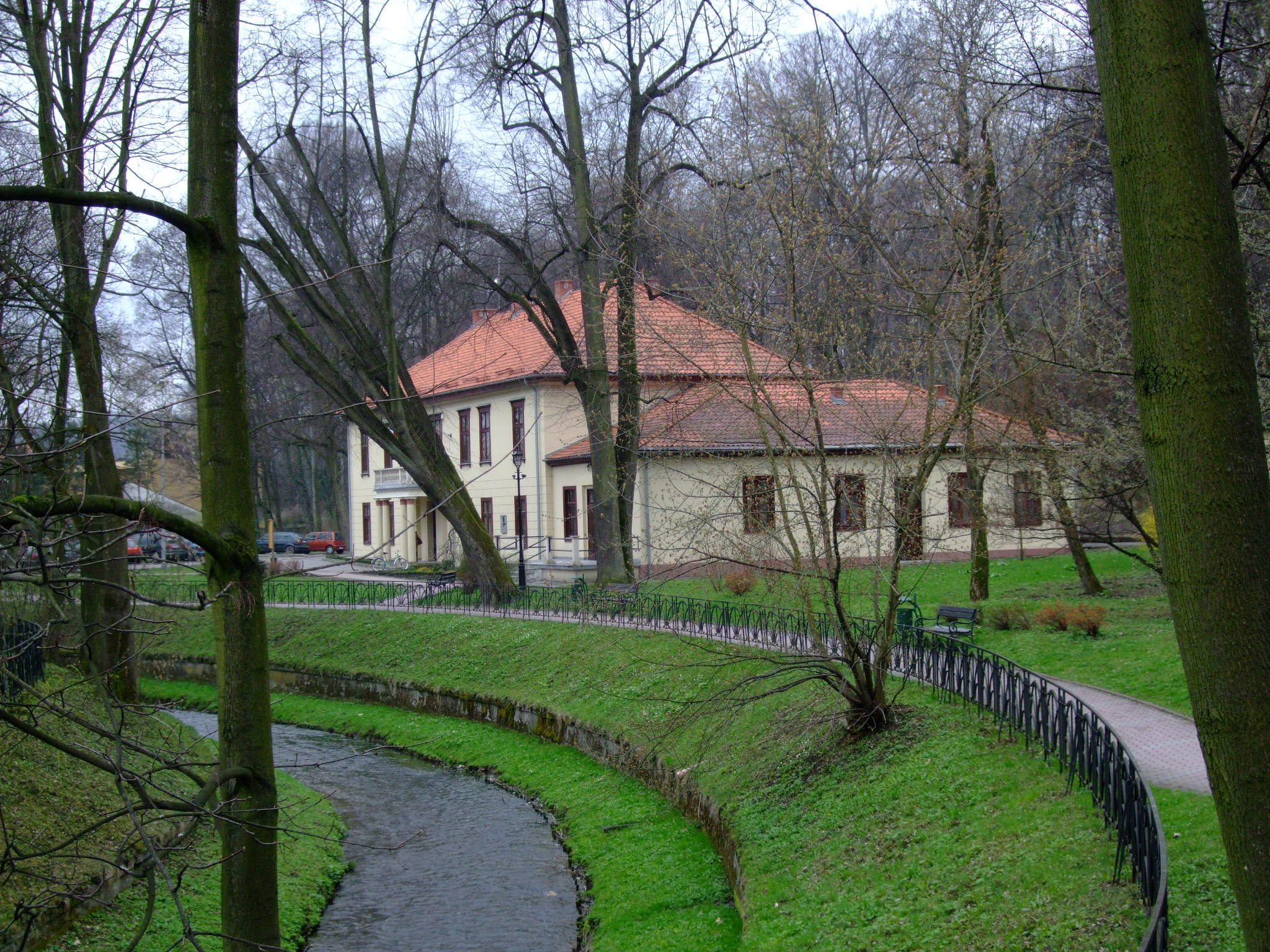
Krzeszówka w Krzeszowicach (ul. Ogrodowa)

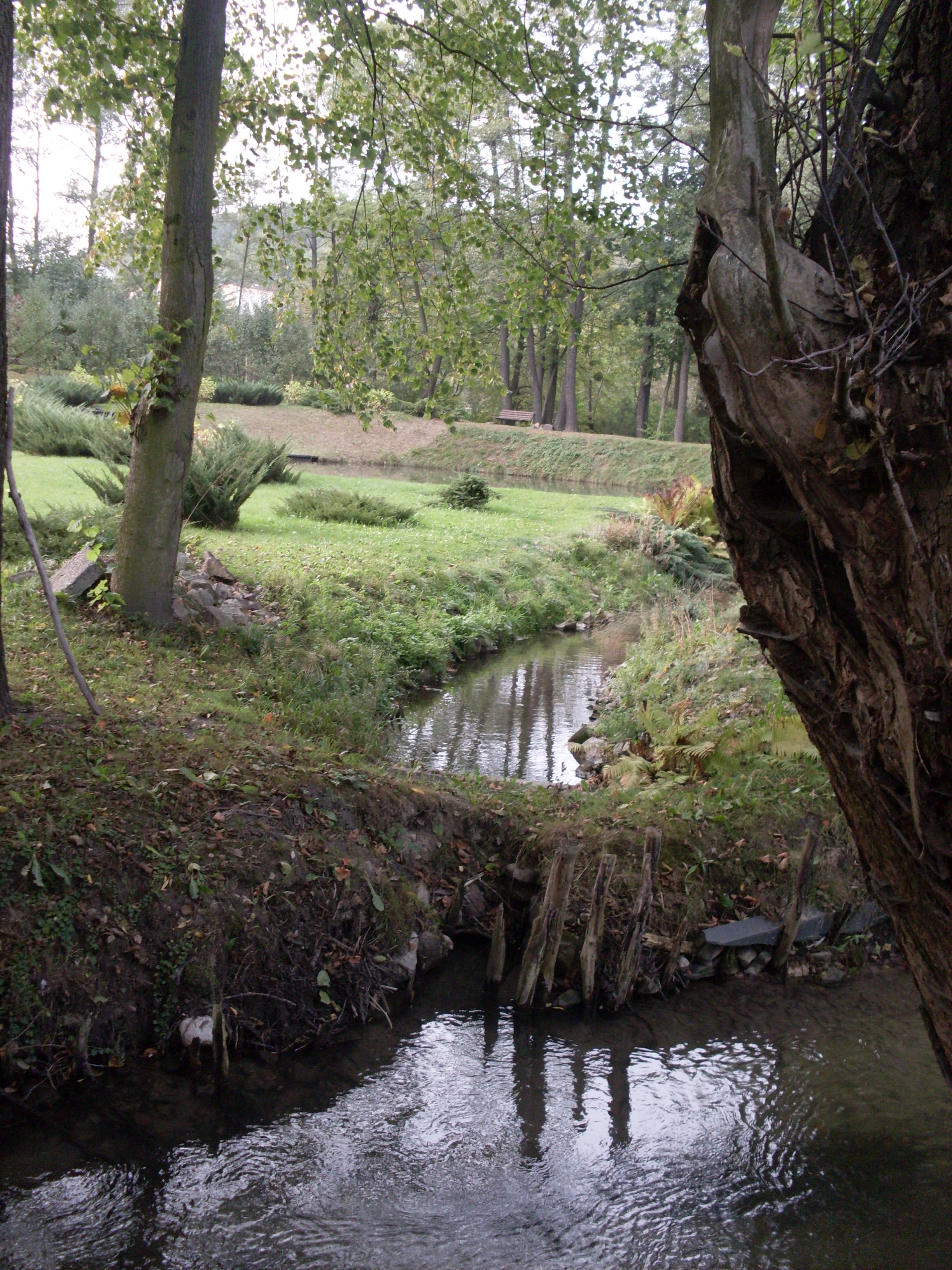
Miękinia wpływająca do Krzeszówki w Krzeszowicach

Krzeszówka – rzeka będąca górnym biegiem Rudawy. Jej zlewnia znajduje się w województwie małopolskim, w mezoregionach Wyżyna Olkuska i Rów Krzeszowicki.
Górna część Krzeszówki, powyżej ujścia potoku Czernka opisywana była dawniej jako potok Eliaszówka (np. na mapach turystycznych i na mapie Geoportalu w wersji skany map topograficznych). W wykazie wód płynących Polski, na lotniczej mapie Geoportalu i na nowej mapie Wyżyny Krakowsko-Częstochowskiej taki potok już nie istnieje, aż do samego źródła jest to Krzeszówka.
Ma źródło na wysokości 368 m w porośniętej lasem górnej części doliny Eliaszówki. Spływa dnem tej doliny początkowo w kierunku południowo-wschodnim, następnie południowym, W Krzeszowicach opuszcza Wyżynę Olkuską i wpływa do Rowu Krzeszowickiego. Płynie przez krzeszowickie osiedle Czatkowice Dolne (w tej okolicy znajduje się ujęcie i zrzut oczyszczonych ścieków – 63 m³ na dobę – z K.W. Czatkowice), gdzie wpływa Miękinia (prawobrzeżny dopływ od strony północno-zachodniej), a następnie w Krzeszowicach przepływa pod drogą krajową nr 79 i linią kolejową Kraków – Katowice. Tuż za tartakiem przyjmuje z prawobrzeżny dopływ - rzekę Dulówkę. Potem Krzeszówka płynie na zachód, tworząc granice między Krzeszowicami a Tenczynkiem. Płynie poniżej wzgórza Ułańskie Zdrowie (przy Starej Sztolni), w tym miejscu do rzeki odprowadzane są oczyszczone ścieki z pobliskiej oczyszczalni mechaniczno-biologicznej i za ul. Czycza w Krzeszowicach-Gwoźdźcu, płynie na północny wschód jako granice Krzeszowic i Nawojowej Góry, przepływa ponownie pod drogą krajową nr 79 i płynie na południowy wschód, (przy osiedlu Żbik wpływają nieoczyszczone ścieki z kombinatu ogrodniczego PHRO Sp. z o.o.. Płynąc na wschód, na południe od wsi Pisary. Tam też Krzeszówka jest kontrolowana na długości 3,4 km w punkcie pomiarowo-kontrolnym. W okolicach wsi Młynka wpływa prawobrzeżnie Borowcówka, 200 metrów dalej w miejscowości Rudawa łączy się z lewobrzeżnym ujściem Rudawka i odtąd przybiera nazwę Rudawa.
- Główne miejscowości: Krzeszowice, Rudawa.
- Przemysłowe ujęcia wody na rzece: KW Czatkowice (13m³/s); d. PHRO (1380 m³ na dobę).

## Mosty rzeczne
- Krzeszowice-Czatkowice: droga do KW Czatkowice
- Krzeszowice-Czatkowice: kładka
- Krzeszowice-Czatkowice: droga Czatkowice Dolne-Czatkowice Górne
- Krzeszowice: ul. Batalionów Chłopskich
- Krzeszowice: ul. Spacerowa (kładka)
- Krzeszowice: ul. Danka (kładka)
- Krzeszowice: ul. Parkowa
- Krzeszowice: ul. Grunwaldzka/Ogrodowa
- Krzeszowice: ul. Grunwaldzka/Ogrodowa (dwie kładki)
- Krzeszowice: ul. Ogrodowa
- Krzeszowice: ul. Kościuszki 79
- Krzeszowice: linia kolejowa Kraków-Katowice
- Krzeszowice: ul. Zagrody (tartak)
- Krzeszowice: ul. Daszyńskiego (granica z Tenczynkiem)
- Krzeszowice (Gwoździec): nieczynna bocznica kolejowa Sztolnia
- Krzeszowice (Gwoździec): ul. Czycza
- Krzeszowice: ul. Kościuszki: nieczynna linia wąskotorowa (zlikwidowany w 2007)
- Krzeszowice: ul. Kościuszki 79 (Nawojowa Góra)
- Nawojowa Góra: droga do Pisar
- Rudawa-Podłonie: kładka dla pieszych

## Galeria

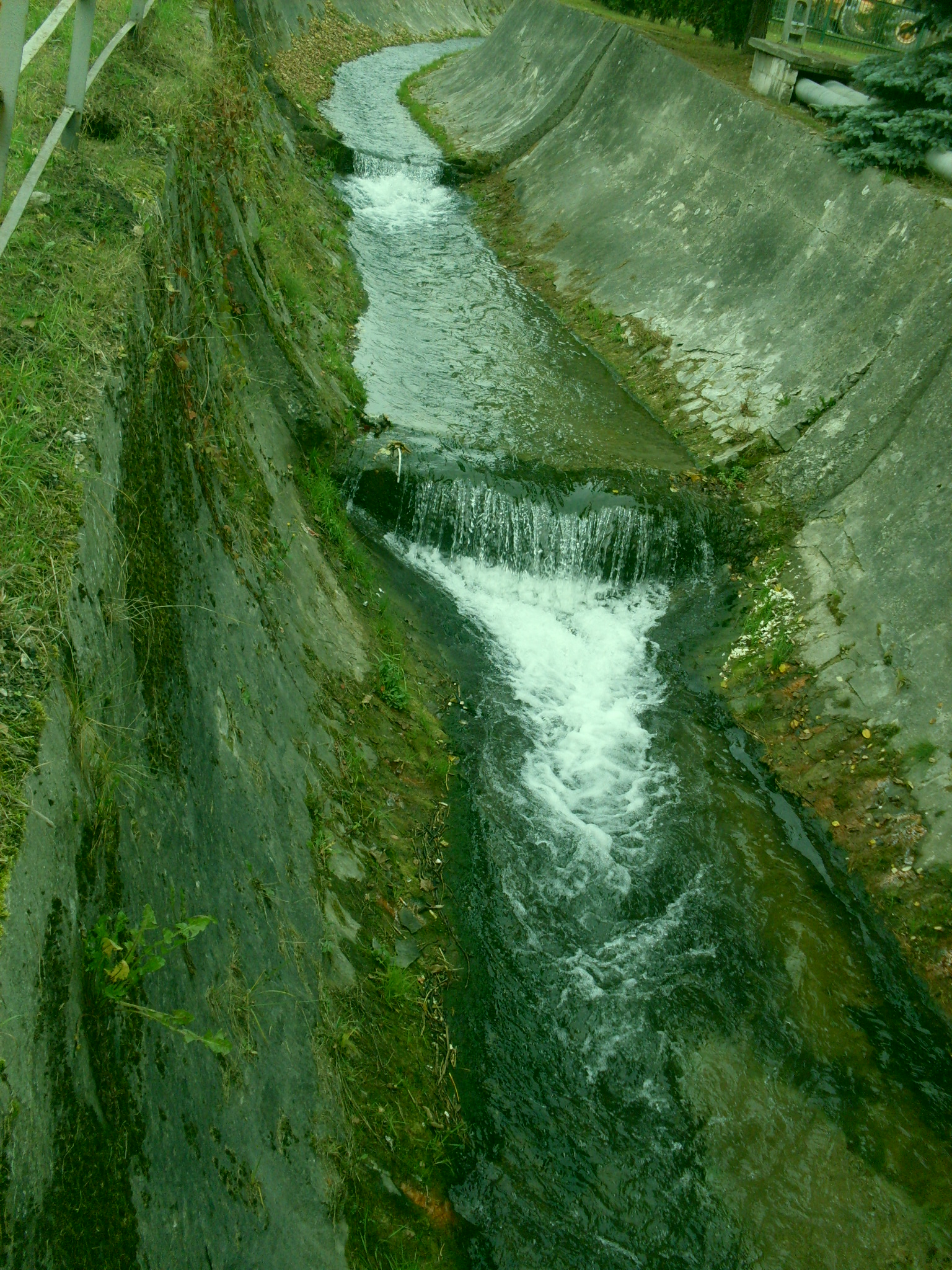
Krzeszówka koło KW Czatkowice (Czatkowice Dolne)
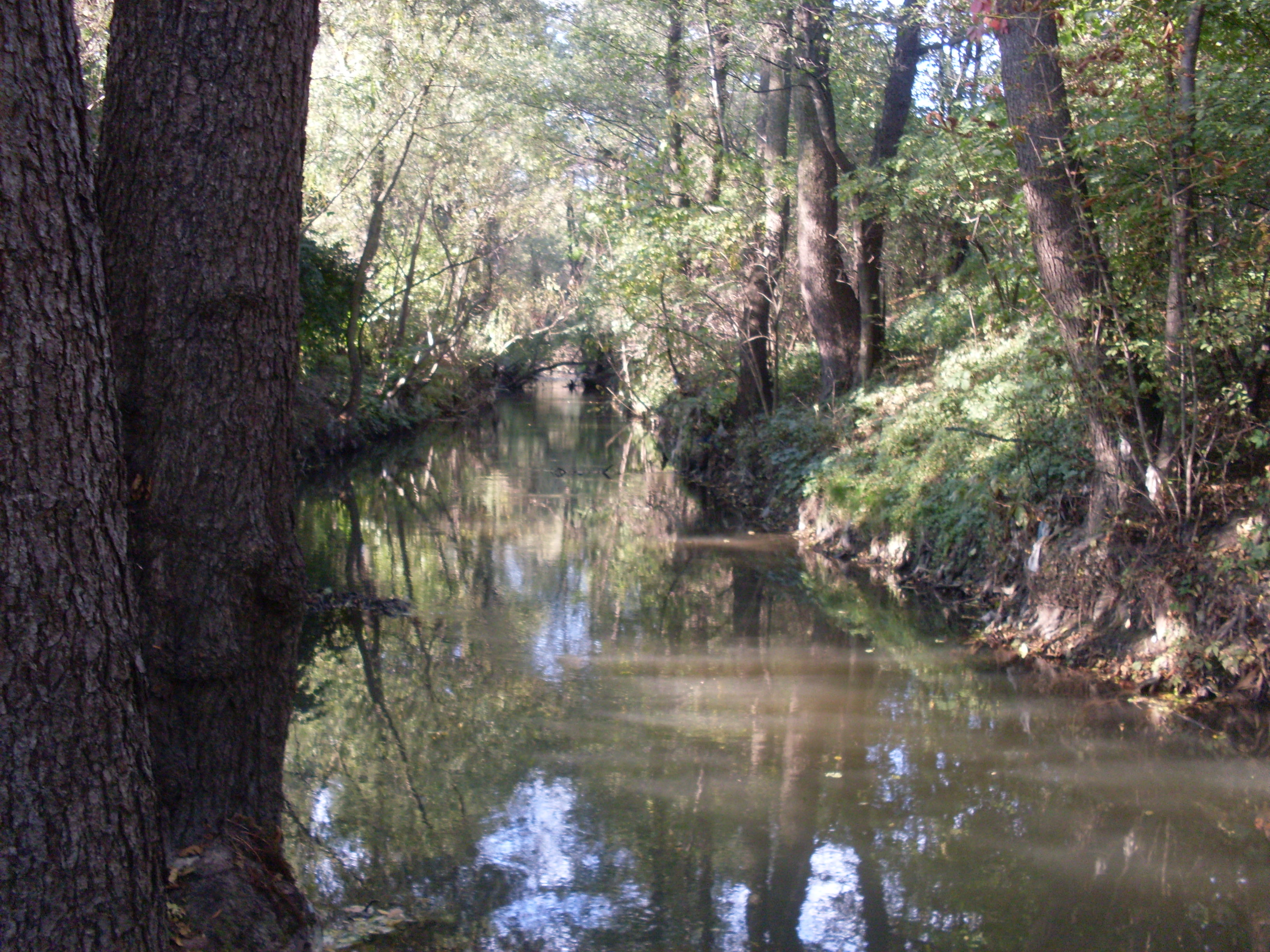
Krzeszówka na granicy Krzeszowic i Tenczynka
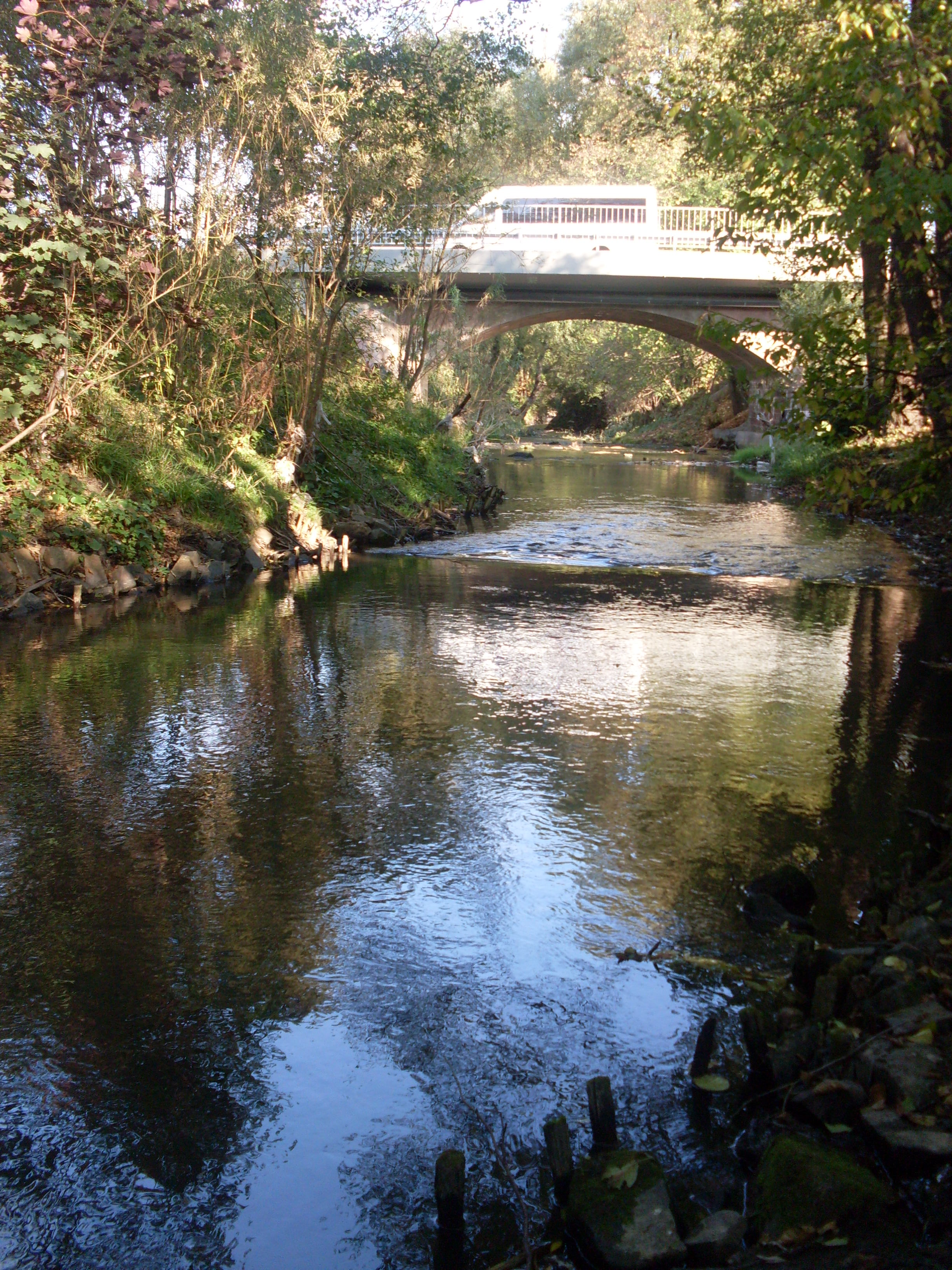
Most na granicy miasta Krzeszowice (ul.Daszyńskiego) z Tenczynkiem
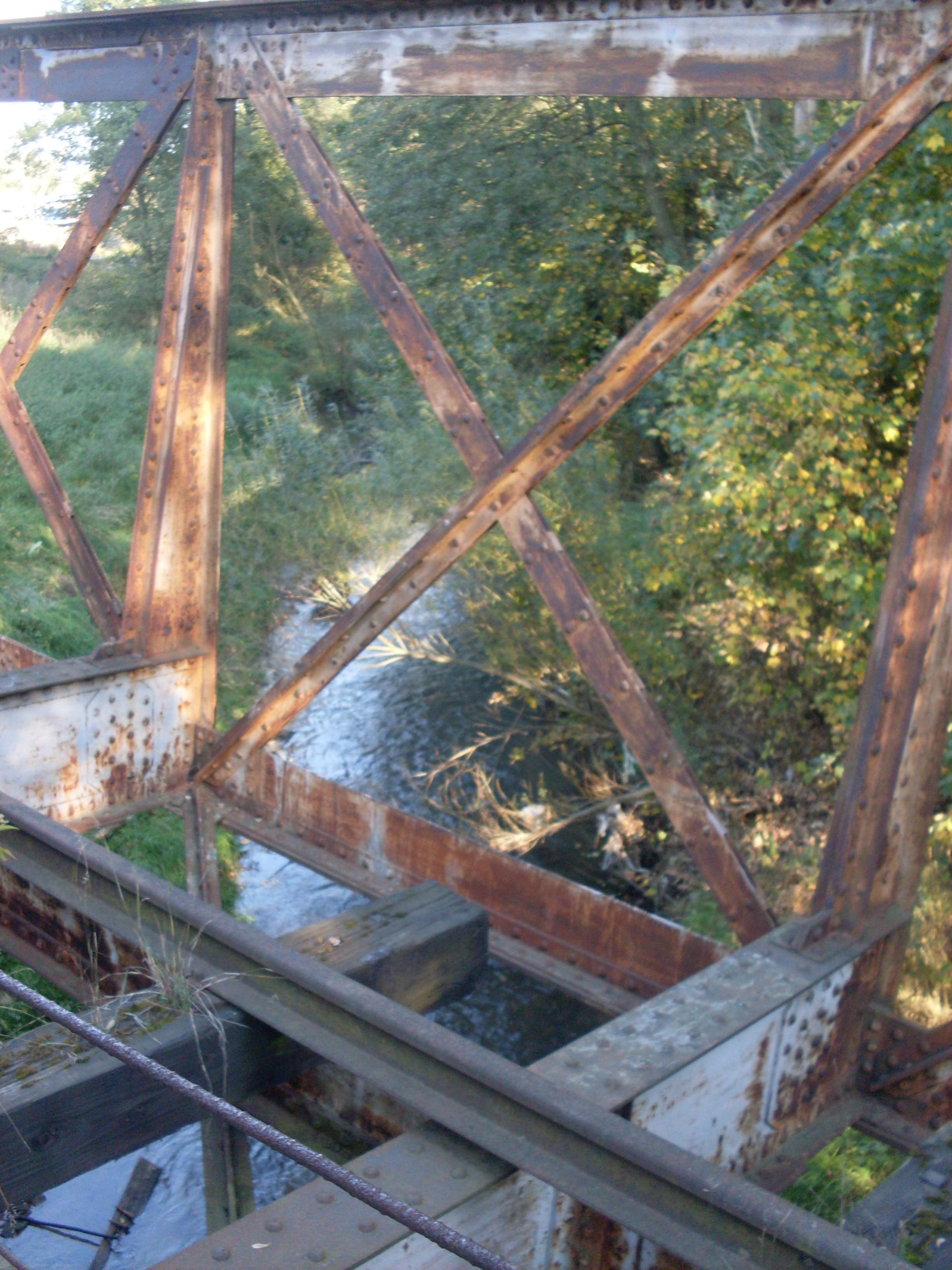
Krzeszówka płynąca pod nieczynnym mostem kolejowym (Gwoździec – Stara Sztolnia)
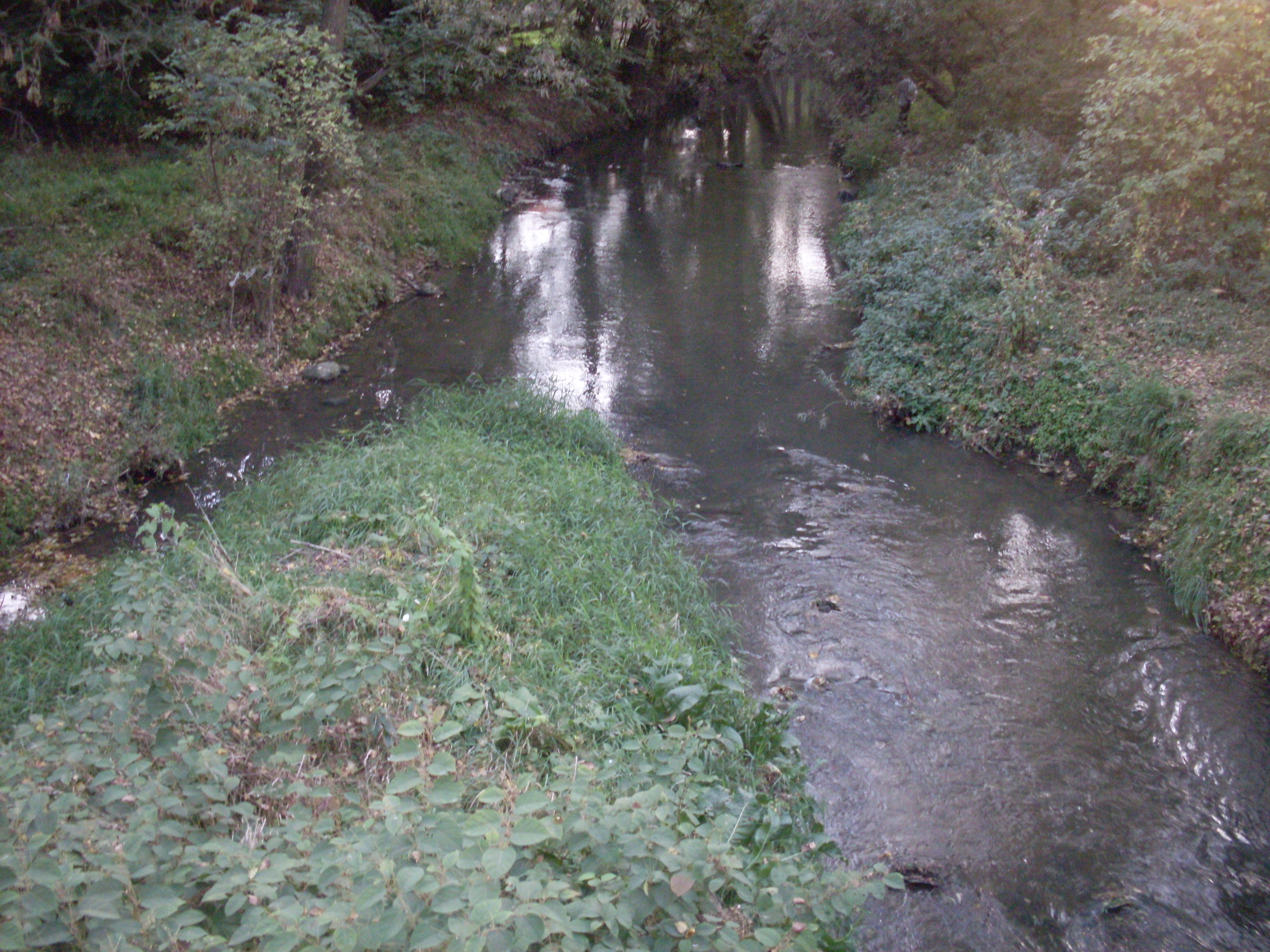
Krzeszówka przy ul. Czycza w Krzeszowicach (Gwoździec), gdzie stał dawny most, (przy granicy z Nawojową Górą)
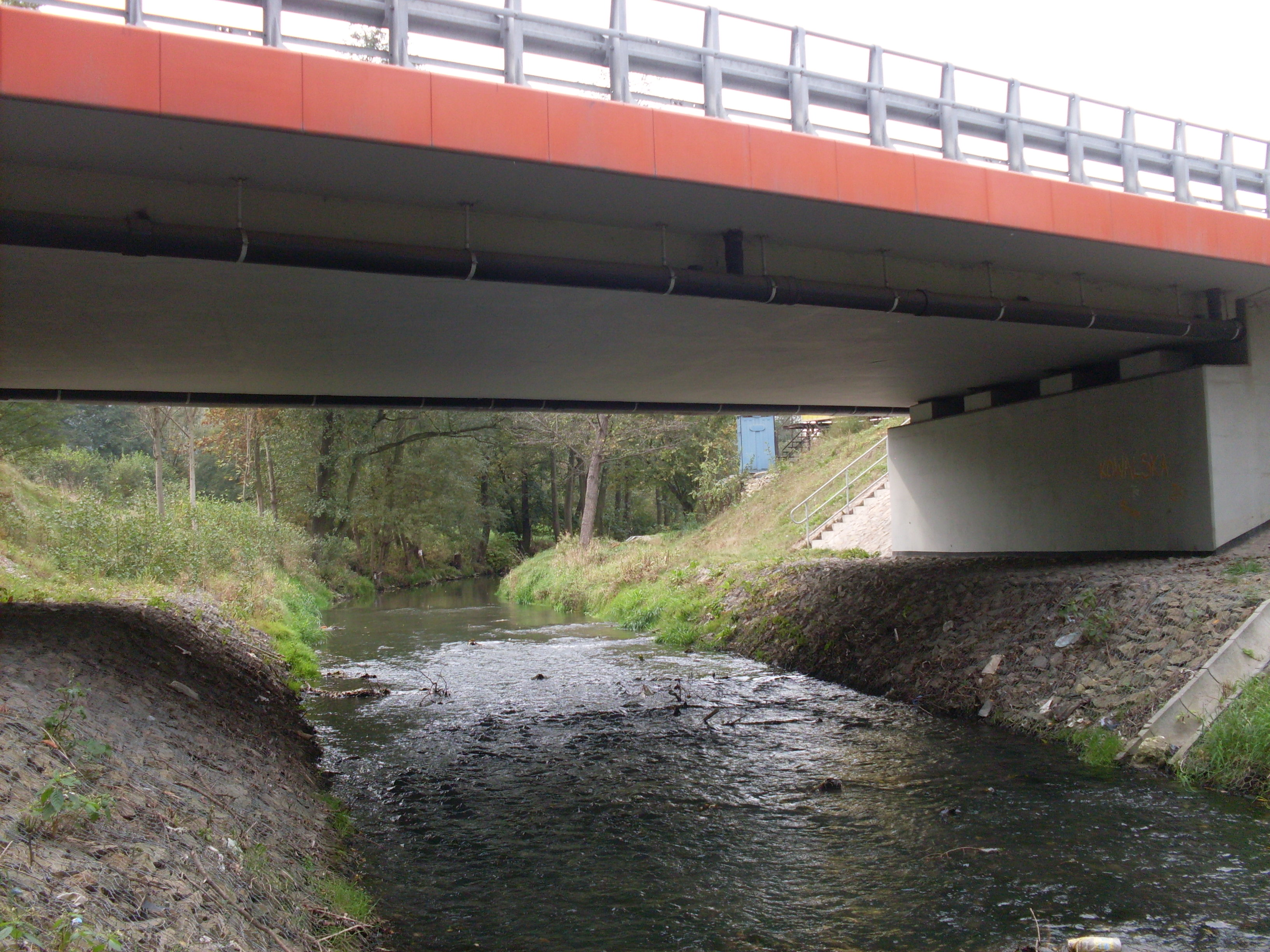
Most na Krzeszówce w ciągu DK-79; granica Nawojowej Góry z Krzeszowicami
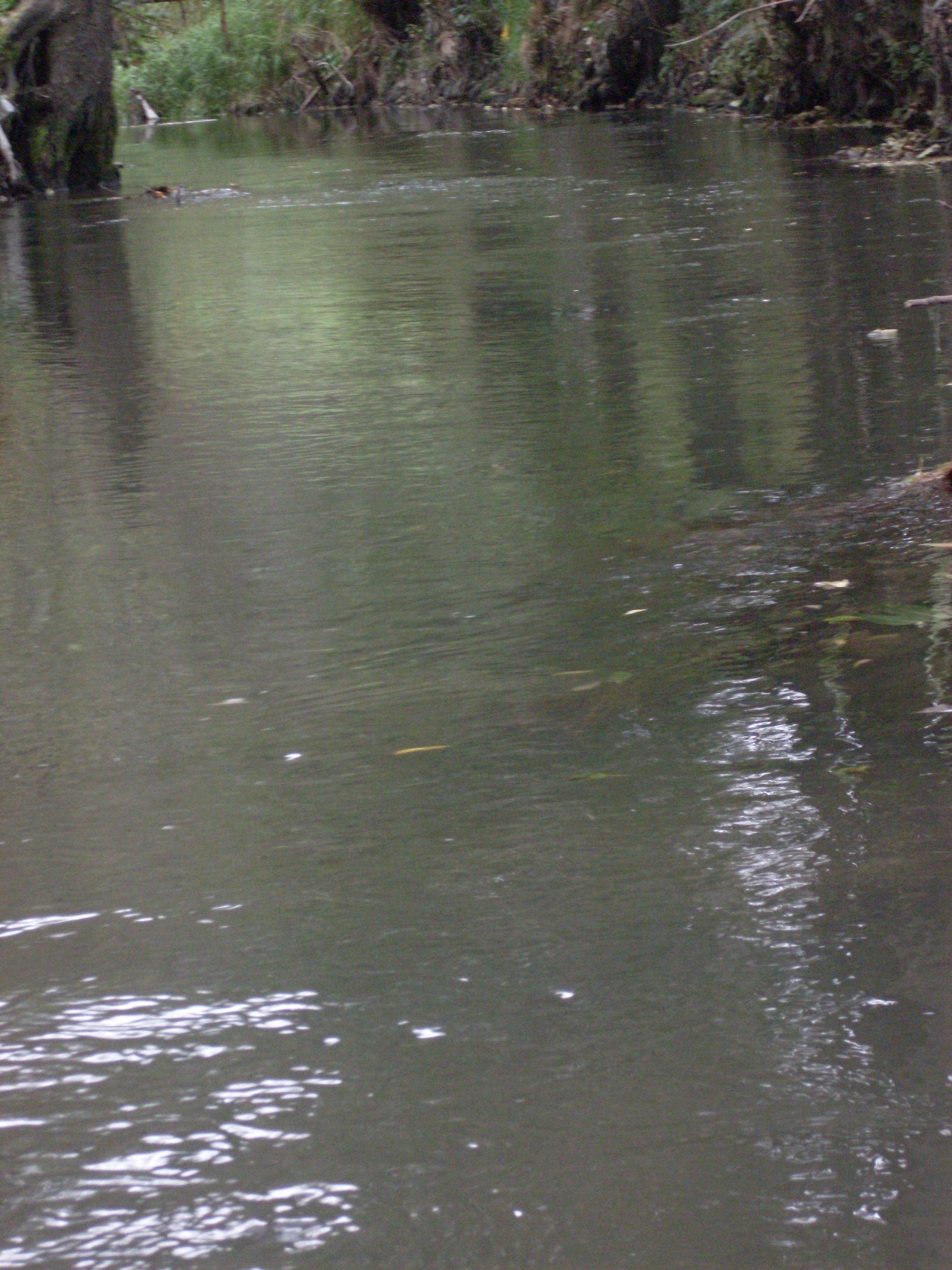
Krzeszówka w części Krzeszowic – Zimna Woda
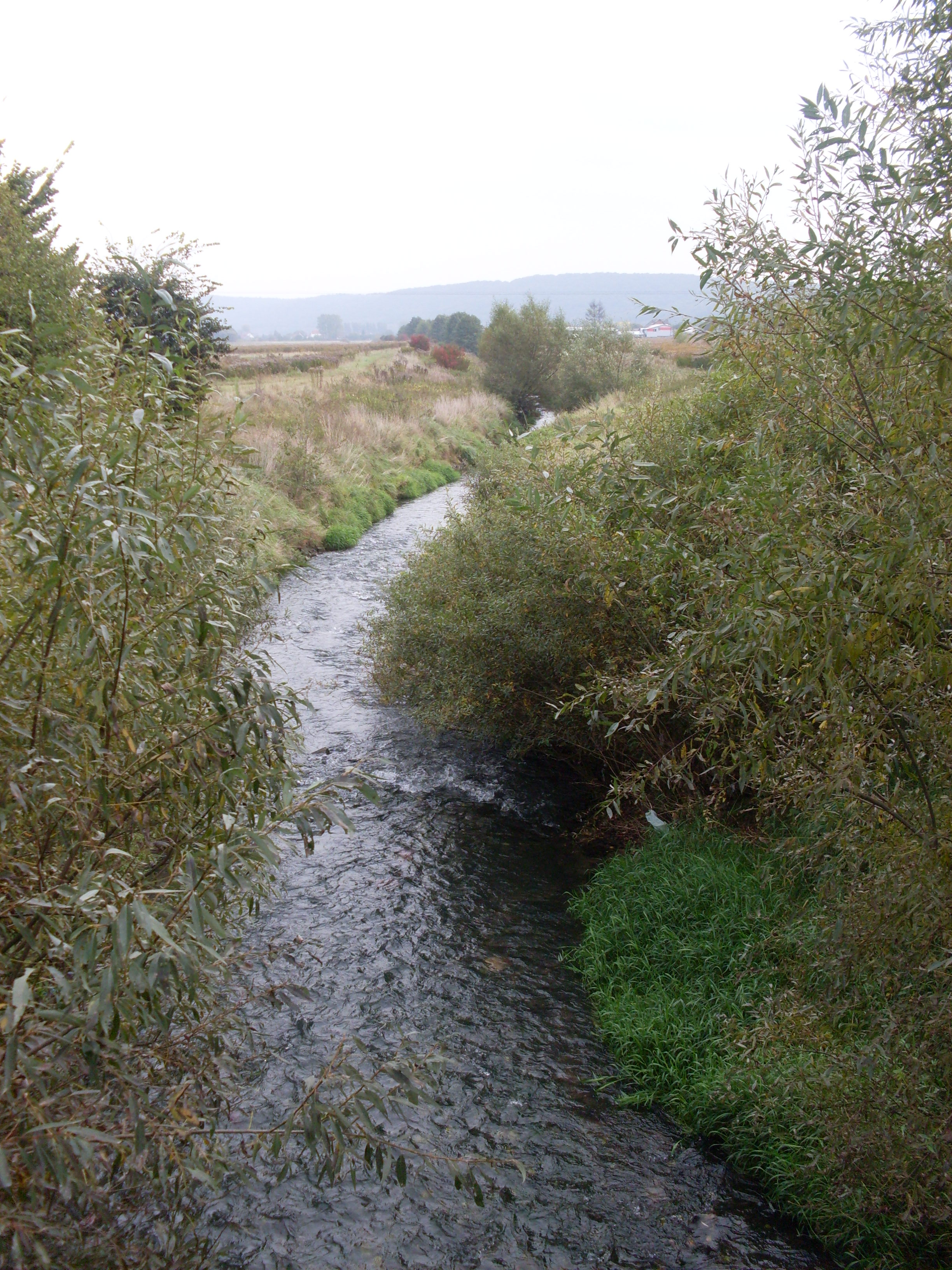
Krzeszówka k. Pisar
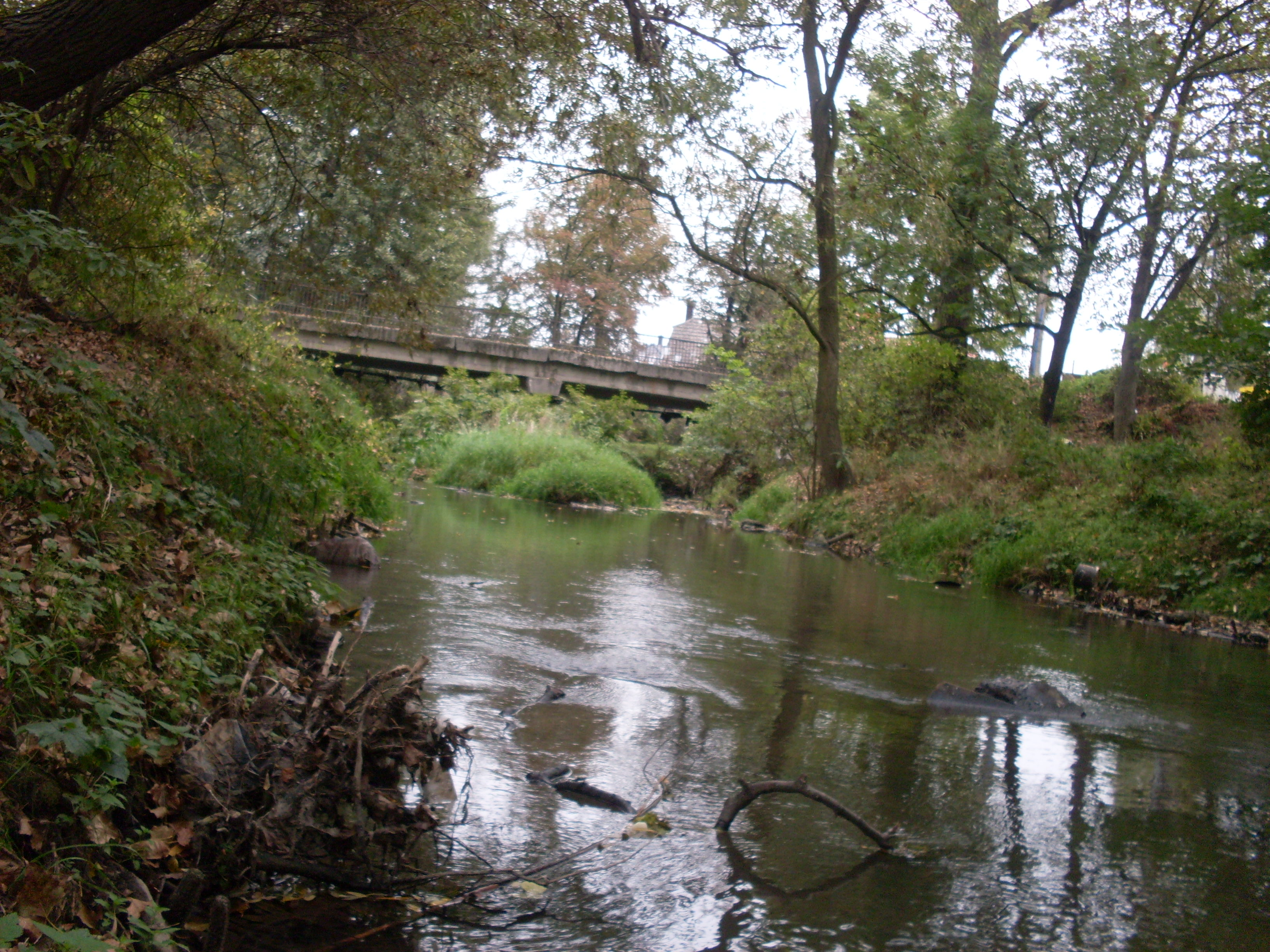
Krzeszówka pod mostem (Krzeszowice-Gwoździec, ul. Czycza)